# Llista de topònims de Pollestres
Llista de topònims (noms propis de lloc) de Pollestres (Rosselló).
Informació actualitzada per un bot. Els canvis manuals es perdran quan s'actualitzi!

## Misc
| imatge | Nom                              | Ubicat a                                               | instància de                          | Detalls                                                     | coordenades                                                                                              | Protecció                     | Commons (més fotos)           | Dades a WD                    |
| ------ | -------------------------------- | ------------------------------------------------------ | ------------------------------------- | ----------------------------------------------------------- | --- | ----------------------------- | ----------------------------- | ----------------------------- |
|        | Castell de Pollestres            | Pollestres                                             | castell                               |                                                             | 42° 38′ 13″ N, 2° 52′ 05″ E / 42.636944444444°N,2.8681388888889°E 48.8 msnm                              |                               |                               | Modifica les dades a Wikidata |
|        | Recinte fortificat de Pollestres | Pollestres                                             | edifici                               |                                                             | 42° 38′ 15″ N, 2° 52′ 03″ E / 42.637632°N,2.867362°E 49.7 msnm                                           |                               |                               | Modifica les dades a Wikidata |
|        | Sant Martí de Pollestres         | Pollestres                                             | església Ús: església                 | Estil: arquitectura romànica Dedicat a: Sant Martí de Tours | 42° 38′ 15″ N, 2° 52′ 05″ E / 42.6376°N,2.86805°E 49.6 msnm                                              | monument històric inventariat | Église de Pollestres          | Modifica les dades a Wikidata |
|        | casa de la vila de Pollestres    | Pollestres                                             | instal·lació Ús: seu del govern local |                                                             | 42° 38′ 26″ N, 2° 52′ 15″ E / 42.6406159193124°N,2.87096920766373°E fr:AV PABLO CASALS, 66450 POLLESTRES |                               | Town hall of Pollestres       | Modifica les dades a Wikidata |
|        | cementiri de Pollestres          | Pollestres                                             | cementiri                             |                                                             | 42° 38′ 28″ N, 2° 51′ 56″ E / 42.641°N,2.8656°E                                                          |                               |                               | Modifica les dades a Wikidata |
|        | estany de Vilanova de Raò        | Vilanova de Raò Montescot Bages de Rosselló Pollestres | llac Ús: regadiu turisme              | 1976 Llarg: 1080m Alt: 9m Volum: 17.5ha                     | 42° 37′ 52″ N, 2° 54′ 13″ E / 42.630994444444°N,2.9036333333333°E 20 msnm                                |                               | Lake of Villeneuve de la Raho | Modifica les dades a Wikidata |
|        | estàtua l'Home i l'Infant        | Pollestres                                             | obra escultòrica                      | Creador: Josep Castell 2000 Alt: 2m                         | 42° 38′ 23″ N, 2° 52′ 19″ E / 42.63984444444444°N,2.8718166666666667°E fr:Esplanade de l'Europe          |                               |                               | Modifica les dades a Wikidata |